# 君とゲレンデ
「君とゲレンデ」（きみとゲレンデ）は、SHISHAMOの4枚目のシングル。2015年12月2日にGOOD CREATORS RECORDS / FAITH MUSIC ENTERTAINMENT INC.から発売された。

## 概要
- 前作「熱帯夜」から約4ヶ月ぶりのシングル。
- リリースに先駆けて2015年11月27日よりiTunesとレコチョクにて表題曲「君とゲレンデ」の先行配信が開始された[4]。

## 収録曲
| 全作詞・作曲: 宮崎朝子、全編曲: SHISHAMO。 |                  |          |            |      |
| #                                          | タイトル         | 作詞     | 作曲・編曲 | 時間 |
| 1.                                         | 「君とゲレンデ」 | 宮崎朝子 | 宮崎朝子   | 4:16 |
| 2.                                         | 「女ごころ」     | 宮崎朝子 | 宮崎朝子   | 4:35 |
| 合計時間:                                  | 合計時間:        | 8:51     |            |      |

## 楽曲解説
1. 君とゲレンデ
  - SHISHAMOが多くの人に知られるきっかけになった1stシングル「君と夏フェス」の「冬モノ」を目指して作られた[5][6]。制作の最終段階で、スタッフやメンバーはこのタイトルを推していなかったが、振り切った方が良いと思った宮崎が命名した。歌詞の世界観については少女漫画や、『あすなろ白書』『愛していると言ってくれ』などの恋愛ドラマの影響があったという[5][7]。
  - 2015年10月23日、J-WAVE『TOKYO REAL-EYES』内のSHISHAMOレギュラーコーナー「SPEAK OUT!」でラジオ初オンエアされた[8]。
  - 11月27日、『ミュージックステーション』に初出演を果たし披露された。SHISHAMOが地上波のテレビ番組で演奏するのは初めてだった[9]。
  - 12月18日に「君とゲレンデ」のCM[10]、12月25日にはミュージック・ビデオが公開された[11]。監督はフカツマサカズで、ロケ地はキロロリゾート。「君と夏フェス」と同じく上原実矩が主演を務め、他にも、石川勇輝、佐藤悦子、中川莉奈、伊藤勇輝らが出演している[12]。
  - KBS京都テレビ『京スポ』の2016年1月度エンディングテーマ曲に採用された[13]。
2. 女ごころ
  - 松岡は初めて聞いた時に、歌詞の登場人物の関係性が分からずに混乱したと話しているが、宮崎曰く、「含みや裏がない」「すごく簡単な」歌。過去の恋愛を「上書き」する女ごころが描かれている[7][14]。

## 収録アルバム
君とゲレンデ
- 『SHISHAMO 3』
- 『SHISHAMO BEST』

女ごころ
- 『SHISHAMO 3』